# Bastille Day (chanson)
Bastille Day est une chanson du groupe de rock canadien Rush, et est le morceau d'ouverture de leur troisième album, Caress of Steel. Comme la plupart des chansons de Rush, la musique a été écrite par Geddy Lee et Alex Lifeson, et les paroles par Neil Peart. La chanson parle de la prise de la Bastille, fait marquant de la Révolution française, comme une allégorie de la ferveur révolutionnaire nécessaire à la lutte contre le gouvernement tyrannique.
Bastille Day a été jouée comme chanson d'ouverture de la majorité des concerts de Rush pendant plusieurs années après sa sortie. Des versions live de la chanson apparaissent sur les albums All the World's a Stage et Different Stages. Elle a été jouée en direct pour la dernière fois en 1981, mais une section instrumentale a été jouée pendant la tournée R30 dans le cadre de la R30 Overture, ce qui a permis de rejouer la chanson en concert.
Le groupe de métal progressif Dream Theater, à l'origine connu sous le nom de Majesty, a pris son nom d'origine de la description par le batteur et fondateur du groupe Mike Portnoy de la fin de Bastille Day comme « majestueuse ».

## Interprètes
- Geddy Lee - chant, basse
- Alex Lifeson - guitare
- Neil Peart - batterie